# Táo Åkerö
Åkerö hay Akero hoặc Okera là một giống táo cũ, và được coi là có nguồn gốc từ Thụy Điển, nhưng nó cũng có thể được giới thiệu từ Hà Lan. Đó là một quả táo tráng miệng với hương vị thơm ngon.
"Akero" lần đầu tiên được mô tả bởi nhà nghiên cứu về sinh vật học Olof Eneroth vào năm 1858, không rõ nguồn gốc giống cha mẹ của nó. Nó có lẽ được đặt theo tên của Åkerö Manor nằm ở phía nam Stockholm, Thụy Điển, theo một số cây của chúng được tìm thấy ban đầu như một cây giống. Ngày nay nó vẫn được trồng ở Thụy Điển  và được coi là táo Thụy Điển ngon nhất. Nó đã từng rất phổ biến ở khu vực Scandinavia và miền Bắc nước Đức.
Cây khỏe mạnh và có sức sống mãnh liệt với thói quen phát triển thẳng đứng. Nó cần thụ phấn chéo từ giống cây trồng tương thích. Cung cấp một vụ mùa tốt với trái cây hình bầu dục cỡ trung bình đến lớn. Màu vỏ quả là màu hoa anh thảo nhạt với màu hồng. Thịt ngon ngọt với hương vị tươi mát  giống như quả mâm xôi , màu kem nhạt.
"Akero" là một quả táo mùa hè và trái cây được hái vào tháng Tám. Đây là loại táo mùa hè tốt nhất sau ' Early Joe ', nhưng có kích thước lớn hơn và giữ chất lượng tuyệt vời cho một quả táo mùa hè.